# Silvio Schneider
Silvio Schneider (* 1969) ist ein deutscher Gitarrist.

## Leben und Karriere
Silvio Schneider studierte von 1986 bis 1991 Gitarre und Komposition an der Musikhochschule Dresden. Danach beschäftigte er sich vor allem mit lateinamerikanischer Musik. Von 1996 bis 1998 studierte er Komposition bei Rainer Lischka. Solokonzerte und diverse Projekte wie LuaMar (CD Azul beim Label Pelegrina), Água de Coco (CD Madalena beim Label Phonector), KaraSol, Hoelder! oder über viele Jahre mit Nassler & Schneider führten ihn durch West- und Südeuropa nach Russland, in die Türkei und Libanon, die USA, Mexiko, Kanada, Westafrika und Japan.
Silvio Schneider hat mehrere CDs veröffentlicht und arbeitete als Gast mit Nippy Noya (Percussion) oder Dominic Miller (Gitarrist von Sting) zusammen. Im Juni 2013 trat er solo beim Elbhangfest auf, mehrfach auch mit Bergitta Victor (Sängerin von den Seychellen) bei den Jazztagen Dresden.
Des Weiteren widmet er sich in Workshops dem Thema „Latin Guitar“. So organisiert er u. a. alljährlich einen „Winter-Workshop am Meer“, arbeitet für die Mediterranean Music School in Südfrankreich und Italien und veröffentlicht eigene Noten im Verlag Acoustic Music Books. Er ist der Herausgeber eines monatlichen Gitarren-Fernkurses. Seit 2015 organisiert er regelmäßig Workshops in seinem „Mallorca Guitar Camp“.

## Preise und Auszeichnungen
- Mit dem Duo Nassler & Schneider war er Preisträger beim „1. Dresdner Kleinkunstfestival 1998“ und beim „Deutschen Folk-Förderpreis 1999“[23]
- Im Duo LuaMar zusammen mit der Sängerin Katharina Ahlrichs gewann er 2009 den Weltmusikpreis „Creole Mitteldeutschland“
- 2018 gewann er den „Deutschen Rock- und Pop-Preis“ in der Kategorie „Bester Gitarrist“.